# Norwalk (Wisconsin)
Norwalk – wieś w Stanach Zjednoczonych, w stanie Wisconsin, w hrabstwie Monroe. W 2010 roku wieś była zamieszkiwana przez 638 osób.